# حزب کمونیست ایسلند
حزب کمونیست ایسلند (ایسلندی: Kommúnistaflokkur Íslands) یک حزب کمونیست از سال ۱۹۳۰ تا ۱۹۳۸ در کشور ایسلند بود.

## تاریخچه
در اوایل دهه ۱۹۲۰ گروهی از مبارزان جوان حزب سوسیال دموکرات (Aluflokkur) با کمینترن تماس گرفتند. ایدئولوژی آنها و رهبر حزبشان به سرعت از هم جدا شد. کمونیست‌ها در حزب نوعی رادیکال تشکیل دادند که در نوامبر ۱۹۲۲ آن را انجمن کمونیست‌های جوان (Félag ungra kommúnista) نامیدند. این گروه در سال ۱۹۲۶ به انجمن سوسیال دموکرات اسپارتا (Jafnaðarmannafélagið Sparta) تبدیل شد، اما سرانجام آنها سوسیال دموکرات‌ها را ترک کردند و حزب خود را بنا بر پیشنهاد کمینترن در سال ۱۹۲۸ تشکیل دادند. حزب کمونیست ایسلند در نوامبر ۱۹۳۰ تشکیل شد و به عضویت کمینترن درآمد.
در سال ۱۹۳۸ یک گروه منشعب دیگر، که یک سال قبل سوسیال دموکراتها را ترک کرده بود، با کمونیستهای حزب وحدت مردمی - حزب سوسیالیست (Sameiningarflokkur alþýðu - Sósíalistaflokkurinn) خود را متحد کرد. حزب جدید به عضویت کمینترن ادامه نداد. با این حال، کمونیست‌ها در حزب مسلط بودند و این حزب اکثراً همان حزب قبلی بود. در سال ۱۹۵۶ حزب سوسیالیست اتحاد خلق را به عنوان یک اتحاد انتخاباتی با یک گروه منشعب دیگر از حزب سوسیال دموکرات تشکیل داد. اتحاد خلق در سال ۱۹۶۸ به یک حزب سیاسی تبدیل شد.

## نتایج انتخابات
| انتخابات | آراء  | درصد آراء | کرسی | رده   |
| -------- | ----- | --------- | ---- | ----- |
| ۱۹۳۱     | 1,165 | ۳         | ۰    | چهارم |
| ۱۹۳۳     | ۲۶۷۳  | ۷٫۵       | ۰    | چهارم |
| ۱۹۳۴     | ۲۰۹۸  | ۶         | ۰    | پنجم  |
| ۱۹۳۷     | ۴۹۳۲  | ۸٫۴       | ۳    | چهارم |